# Csanaki József
Csanaki József (Budapest, 1923. április 26. –) magyar színész, bábszínész.

## Életpályája
Színiakadémista gyakorlati vizsgáit 1944-ben tette le. 1946-tól a budapesti Vidám Operett Színpadhoz szerződött, melyet D. Szabó József igazgatott. 1954-től az Állami Bábszínház szerződtette, ahol főleg a felnőtteknek szóló előadásokban szerepelt.1960-tól 1986-ig a Fővárosi Operettszínház színművésze volt, közben szerepelt a Bartók Gyermekszínházban is. Nyugdíjasként is foglalkoztatták az Operettszínházban.

## Fontosabb színházi szerepei
- Charles Dickens: Twist Olivér... Bumble
- Ránky György: Hölgyválasz... Cigányprímás
- Lehár Ferenc: A mosoly országa... Lichtenfels gróf
- Heltai Jenő: Tündérlaki lányok... Pista
- Kálmán Imre: Csárdáskirálynő... Tábornok; Endrey
- Fényes Szabolcs: Maya... Jonny, légionista
- Jacobi Viktor: Leányvásár... Simpson, börtönőr; Kapitány
- Jerry Bock: Hegedűs a háztetőn... Avram könyvárus
- Oscar Wilde: Bunbury... Merriman, komornyik
- Franz von Suppé: Boccaccio... Checco, koldus
- Jacques Offenbach: Banditák... Campotasso
- Hervé: Nebáncsvirág... Káplár
- Vincze Ottó: Budai kaland... Bekir aga
- Mikszáth Kálmán: Szelistyei asszonyok... Vojkfy, főúr
- Fehér Klára: Három napig szeretlek... Portás
- Huszka Jenő: Mária főhadnagy... Simonich
- John Kander – Fred Ebb: Chicago... Harrison ügyvéd
- Barabás Tibor – Semsei Jenő: Budai kaland... Bekyr, török főúr
- Darvas Szilárd – Gádor Béla: Szerelmes istenek... Bakchos
- Gádor Béla: Potyautazás... Dizőz; Lovag
- Szigorúan bizalmas (báb-kabaré)... szereplő
- Aki hallja, adja át! (báb-kabaré)... szereplő
- Pesti mesék (báb-kabaré)... szereplő
- Elhajolni tilos (báb-kabaré)... szereplő
- Babay József: Csodatükör... Hárfás
- Petőfi Sándor – Képes Géza: János vitéz... Huszárkapitány

## Film, tv
- Rejtő Jenőről
- A víg özvegy (színházi előadás tv-felvétele)
- Slágermúzeum (1963)
- Vízivárosi nyár (sorozat) 3. rész (1964)
- Plusz egy fő (1966)
- És mégis mozog a föld (1973)
- Boccaccio (Zenés Tv-színház, 1978)